# 王盛荣
王盛荣（1907年—2006年9月1日），湖北武汉人。中华人民共和国政治人物。

## 生平
出生于武昌汉阳门外一个贫寒渔民家庭。只读过小学三年级，1920年到上海纱厂当童工。参加五卅运动，并组织工人纠察队。1926年7月参加共青团，任童子团团长。参加了上海三次武装起义。1927年5月转为中共党员。1927年11月留学到苏联莫斯科中山大学。1930年10月回国，任共青团上海沪西区委副书记。1931年9月进入闽西苏区，负责闽西少先队工作。1931年11月任兴国团县委书记。当选为中华苏维埃共和国第一届中央执行委员会执行委员。1931年11月25日，中华苏维埃共和国中央革命军事委员会（“中革军委”）在江西瑞金的叶坪宣告成立，为15名委员之一。任共青团苏区中央局委员、苏区少先队总队长。任兴国县委书记。1934年1月召开的中华苏维埃第二次全国代表大会上为74人主席团之一。1936年，任共青团中央军事体育部部长。在陕北与红四方面军女红军战士赵明珍结婚。
1937年11月调长江局群工部，以八路军高级联络参谋的名义，负责与国民党上层人物和社会名流打交道。1938年1月，担任新四军四支队八团政委。1938年4月任豫南特委书记，组建新四军八团留守处。1938年8月任新四军挺进支队政委。1939年4-6月任豫南省委委员。1939年6月调回延安，8月在中组部地方科工作。1940年10月任中央管理局秘书长。1942年1月入中央党校。中共七大华中区正式代表。1945年11月任中共中央东北局嫩江省工委委员、齐齐哈尔市委书记兼卫戍司令部政委。1946年2月任嫩江省工委社会部长。1946年5月任齐齐哈尔市委副书记兼城防司令部政委（嫩江省委副书记顾卓新兼任市委书记）。1947年9月任中共齐齐哈尔市委书记。遭误伤左腿齐大腿根被截肢，于1948年4月调任东北人民解放军军工部哈尔滨试验总厂政委。1948年10月任军工部第八办事处政委。
1949年四野南下武汉，任中原临时人民政府(后中南军政委员会）工业部副部长兼有色金属管理局局长。因“违法乱纪，目无组织，盗窃国家资金，腐化堕落，在三反运动中拒不坦白”受撤职处分。1953年9月任中南建筑工程局企业处副处长。1957年7月在毛泽东提议下恢复副省级待遇，任湖北省冶金厅副厅长。1958年离开工作一线。文化大革命期间受迫害。被中共中央《对武汉问题的指示》（《九·二七指示》）点名为“老反革命修正主义分子”，成为“北决扬”“黑后台”，囚禁十年，1978年8月释放。1979年10月24日，湖北省纪委和省委组织部为王盛荣平反。正省级医疗待遇离休，2006年9月1日在武昌逝世，享年99岁。省委书记俞正声、省纪委书记宋育英专程到王盛荣家看望其亲属；中共中央政治局委员、中央书记处书记、中组部部长贺国强委托湖北省委常委、省委组织部长潘立刚看望其亲属。